# Extorsión (película)
Extorsión (título original en inglés: Extortion) es una película de suspenso estadounidense de 2017, dirigida por Phil Volken, y protagonizada por Eion Bailey, Bethany Joy Lenz, Barkhad Abdi y Danny Glover.

## Reparto
- Eion Bailey como Kevin Riley
- Bethany Joy Lenz como Julie Riley
- Barkhad Abdi como Miguel Kaba
- Danny Glover como el agente Haagen
- Mauricio Alemañy como Andy Riley
- Tim Griffin como jefe de misión Sweeney

## Estreno
La película fue estrenada el 16 de mayo de 2017 en los Estados Unidos.